# Lex (Rome)
Lex (v., mv.: leges, wet) was een rechtsvoorschrift in het Romeinse Rijk, formeel slechts als het bepaalde procedures had doorlopen. De herkomst van het woord voert terug op de werkwoorden legere (lezen, (uit)kiezen) of ligare (binden).
In de middeleeuwen werd het begrip lex in samenhang met rechtsverzamelingen gebruikt, in de nieuwe tijd werd het vooral in de rechtsfilosofie en het staatsrecht gebruikt.

## Romeinse Rijk

### Definitie
De Romeinse schrijvers verstonden onder lex een regel of gebod van de soevereine macht van een staat, dewelke zich, in schrift gepubliceerd, met rechten of plichten richtte tot de onderdanen van die staat.

Lex est commune praeceptum, virorum prudentium consultum, delictorum, quae sponte vel ignorantia contrahuntur, coercitio, communis rei publicae sponsio.
Een lex (wet) is een algemeen voorschrift, dat door oordeelkundige mannen is aangenomen, opdat vergrijpen, die opzettelijk of onopzettelijk zijn gepleegd, in het algemeen belang met straf worden bedreigd.
— Papinianus, Digesten 1 tit. 3 s1.

Quae scripto sancit quod vult, aut iubendo, aut vetando.
Wat door schrift is verordend dat wil (zeggen), ofwel door het toestaan, ofwel door het niet toestaan (van iets).
— Cicero, De legibus I 6.

(zie ook de legibus II 16.)